# 2003年10月逝世人物列表
2003年逝世人物列表：1月 - 2月 - 3月 - 4月 - 5月 - 6月 - 7月 - 8月 - 9月 - 10月 - 11月 - 12月
2003年10月逝世人物列表，是用于汇总2003年10月期间逝世人物的列表。

## 依日期排序

### 1日
- 約翰·布里姆（John Brim），81歲，美國芝加哥藍調音樂家，心臟病患者。[1]
- 亨廷頓·哈迪斯蒂，74歲，美國海軍上將。
- 貝亞特·哈塞瑙，67歲，德國影視女演員。[2]
- Joy N. Houck， Jr.，61歲，美國演員、編劇和電影導演。[3]
- 查比·傑克遜，84歲，美國爵士雙貝斯手和樂隊領隊。[4]
- 茲比格涅夫·倫葛籣，84歲，波蘭漫畫家、漫畫家和插畫家。
- 裘莉·帕裡什（Julie Parrish），62歲，美國女演員，卵巢癌。
- 弗蘭克·泰勒（Frank Taylor），95歲，英國政治家，曼徹斯特莫斯賽德議員。

### 2日
- Milan Bjegojević，75歲，塞爾維亞籃球運動員和教練。
- 約翰·湯瑪斯·鄧洛普（John Thomas Dunlop），89歲，杰拉尔德·福特（Gerald Ford）時期的美國行政長官和勞工部長。[5]
- 奧托·京舍（Otto Günsche），86歲，阿道夫·希特勒（Adolf Hitler）的德國黨衛軍護送者，1945年4月30日，阿道夫·希特勒（Adolf Hitler）被火化，心力衰竭。[6]
- 艾哈邁德·卡德爾（Ahmed Khadr），55歲，埃及裔加拿大伊斯蘭主義者，被巴基斯坦安全部隊開槍打死。
- 哈桑·馬赫蘇姆（Hasan Mahsum），土耳其斯坦伊斯蘭極端主義組織領導人，被巴基斯坦軍隊槍殺。
- 鄧尼斯·摩爾（Denis Moore），93歲，英國板球運動員。[7]
- 岡瑟·菲力浦（Gunther Philipp），85歲，奧地利電影演員，醫生和游泳運動員。

### 3日
- Joop Bakker，82歲，荷蘭政治家和商人。[8]
- 約翰·巴爾多克（John Baldock），87歲，英國政治家（哈伯勒議會議員）。[9]
- Tish Daija，78歲，阿爾巴尼亞作曲家。[10]
- Profira Sadoveanu，97歲，羅馬尼亞散文作家和詩人。[11]
- Gustav Sjöberg，90歲，瑞典足球守門員。
- 弗洛倫斯·斯坦利（Florence Stanley），79歲，美國配音演員，中風。[12]
- 威廉·斯泰格（William Steig），95歲，美國漫畫家和兒童作家；史萊克的創造者。[13]
- 溫妮弗雷德·沃特金斯，79歲，英國生物化學家。[14]

### 4日
- 比爾·凱頓（Bill Cayton），85歲，美國拳擊經理，埃德溫·羅薩里奧（Edwin Rosario）和邁克·泰森（Mike Tyson）的前經理。
- 約翰·霍勒斯·拉格納·科爾文，81歲，英國情報官員。[15]
- 哈納迪·賈拉達特（Hanadi Jaradat），28歲，巴勒斯坦聖戰分子和自殺式炸彈襲擊者，自殺。[16]
- 席德·麥克馬斯（Sid McMath），91歲，美國律師和政治家，阿肯色州第34任州長。[17]
- 弗雷迪·菲力浦斯（Freddie Phillips），84歲，英國音樂家和作曲家。
- Elisabeta Rizea，91歲，羅馬尼亞反共遊擊隊員，病毒性肺炎。[18]
- 弗雷德·图特尔（Fred Tuttle），84歲，美國農民，演員和政治家，心臟病發作。[19]

### 5日
- Wil van Beveren，91歲，荷蘭短跑運動員（1936年夏季奧運會：男子100米、男子200米、男子4x100米接力）。[20]
- 沃利·喬治（Wally George），71歲，美國保守派廣播電視評論員，肺炎。[21]
- 尼爾·波斯特曼（Neil Postman），72歲，美國媒體評論家，肺癌。[22]
- 鄧尼斯·奎利（Denis Quilley），75歲，英國演員，肝癌。[23]
- 丹·斯奈德（Dan Snyder），25歲，加拿大職業冰球運動員（亞特蘭大Thrashers），交通事故。[24]
- 埃琳娜·斯勞（Elena Slough），114歲，美國超級百歲老人，也是美國公認的最年長的人。
- 安娜萊娜·托內利（Annalena Tonelli），60歲，義大利天主教傳教士和社會活動家，殺人罪。
- 蒂莫西·特雷德韋爾（Timothy Treadwell），46歲，美國環保主義者和紀錄片製片人，熊襲擊。
- František Velecký，69歲，斯洛伐克演員和藝術家。
- 德溫·韋斯頓（Dwain Weston），30歲，澳大利亞跳傘運動員和定點跳傘運動員，意外死亡。[25]

### 6日
- 喬·貝克（Joe Baker），63歲，英國足球運動員，心臟病發作。[26]
- 安東尼·巴克（Antony Buck），74歲，英國政治家（科爾切斯特北部科爾切斯特議會議員）。[27]
- 阿曼多·克里斯皮諾（Armando Crispino），78歲，義大利電影導演和編劇。[28]
- 威廉·赫尔曼（William Herrmann），91歲，美國體操運動員和奧運獎牌得主。[29]
- 查理斯·米洛（Charles Millot），81歲，南斯拉夫裔法國演員。[30]
- 阿扎姆·塔里克（Azam Tariq），35歲，巴基斯坦政治家，殺人案。

### 7日
- 伊茲·阿斯珀（Izzy Asper），71歲，加拿大稅務律師和媒體大亨（CanWest Global Communications Corp）。[31]
- Arthur Berger，91歲，美國作曲家、音樂評論家、教師和學術音樂作家。[32]
- 里安·哈利根（Ryan Halligan），13歲，美國自殺受害者。
- 埃莉諾·蘭伯特（Eleanor Lambert），100歲，美國時尚先驅。[33]
- 維克多·列昂諾夫（Viktor Leonov），86歲，蘇聯海軍軍官，兩次獲得蘇聯英雄稱號。
- 諾羅敦·納林德拉蓬（Norodom Narindrapong），49歲，柬埔寨王子，心臟病發作。
- 亨利·赫伯特，第17代彭布羅克伯爵，64歲，英國地主、政治家、電影導演和製片人。[34]

### 8日
- 塔莉亞·瑪拉（Thalia Mara），92歲，美國芭蕾舞演員和教育家。[35]
- 西里爾·梅，82歲，英國社會主義政治家。[36]
- 彼得·托馬森（Petter Thomassen），62歲，挪威政治家。
- 朱尼爾·瓦倫，73歲，美國職業足球運動員（密蘇里州，克利夫蘭布朗隊，匹茲堡鋼人隊）。[37]

### 9日
- 卡爾·豐塔納（Carl Fontana），75歲，美國爵士長號手，阿爾茨海默病。[38]
- 露絲·霍爾（Ruth Hall），92歲，美國電影女演員。
- 卡羅琳·戈爾德·海爾布倫（Carolyn Gold Heilbrun），77歲，美國學者，自殺。[39]
- Don Lanphere，75歲，美國爵士男高音和女高音薩克斯管演奏家。

### 10日
- 伊戈爾·鮑里索夫（Igor Borisov），79歲，俄羅斯賽艇運動員和奧運會銀牌得主。[40]
- 維奧拉·伯納姆（Viola Burnham），72歲，圭亞那政治家，福布斯伯納姆第一夫人及副總統，癌症。[41]
- Eila Hiltunen，80歲，芬蘭雕塑家。
- 維多利亞·霍恩（Victoria Horne），91歲，美國女演員，出演了49部電影。[42]
- 尤金·伊斯托明（Eugene Istomin），77歲，美國鋼琴家，肝癌。[43]
- Johnny Klippstein，75歲，美國棒球運動員（芝加哥小熊隊、辛辛那提紅腿隊、明尼蘇達雙城隊）。[44]
- 伊芙·紐曼（Eve Newman），88歲，美國音樂和電影剪輯師（奧斯卡金像獎提名：《街頭狂野》（Wild in the Streets）、《兩分鐘警告》（Two-Minute Warning）。[45]
- Julia Trevelyan Oman，73歲，英國佈景設計師。[46]
- 帕斯托拉·佩尼亞（Pastora Peña），83歲，西班牙電影女演員。
- 弗蘭克·阿洛伊斯·彼特爾卡（Frank Alois Pitelka），87歲，美國鳥類學家。[47]
- 馬克斯·雷恩（Max Rayne），85歲，英國房地產開發商和慈善家。

### 11日
- 薇薇安·阿爾科克（Vivien Alcock），79歲，英國童書作家。[48]
- 有川定輝，73歲，日本合氣道老師和shihan。[49]
- Ivan A. Getting，91歲，美國物理學家和電氣工程師。[50]
- Tommy Hanlon Jr.，80歲，美籍澳大利亞演員、喜劇演員、電視節目主持人和馬戲團團長，癌症。[51]
- 約翰·K·馬洪（John K. Mahon），91歲，美國歷史學家。[52]
- 莉拉·拉姆（Lila Ram），72歲，印度摔跤手。[53]

### 12日
- 吉姆·凱恩斯（Jim Cairns），89歲，澳大利亞政治家（副總理，澳大利亞財政部長）。[54]
- 拉姆·戈帕爾（Ram Gopal），90歲，印度舞蹈家和編舞家。[55]
- Ruth Halbsguth，86歲，德國游泳運動員，奧運會銀牌得主。[56]
- Ion Ioanid，77歲，羅馬尼亞持不同政見者和作家。
- Arthur Kaye，70歲，英國足球運動員。[57]
- 瓊·克洛克（Joan Kroc），75歲，美國慈善家；麥當勞創始人雷·克羅克（Ray Kroc）的遺孀，腦癌。[58]
- 彼特·莫裡西（Pete Morisi），75歲，美國漫畫作家和藝術家。
- 法圖爾·拉赫曼·戈齊（Fathur Rahman al-Ghozi），32歲，印尼伊斯蘭恐怖分子和炸彈製造者，被員警槍殺。
- 72歲的美國名人堂騎師比爾·舒梅克（Bill Shoemaker）在11場三冠王比賽中獲勝。[59]

### 13日
- 布奇·布里克爾（Butch Brickell），46歲，美國賽車手（《代托納24小時耐力賽》）和特技演員（《專家》《速度與激情2》）。[60]
- 伯特伦·布罗克豪斯，85歲，加拿大物理學家，1994年諾貝爾物理學獎獲得者，以發展中子光譜學。[61]
- 愛德華·普魯戈維奇基（Eduard Prugovečki），66歲，羅馬尼亞裔加拿大物理學家和數學家。
- 安妮·齊格勒（Anne Ziegler），93歲，英國歌手，以與丈夫韋伯斯特·布斯（Webster Booth）的二重唱而聞名。[62]

### 14日
- 穆罕默德·巴斯里（Mohamed Basri），75-76歲，摩洛哥活動家和反對派領袖，心臟病發作。[63]
- Edward T. Breathitt，78歲，美國政治家，肯塔基州第51任州長，心室顫動。[64]
- 佐爾坦·克裡斯安（Zoltan Crișan），48歲，羅馬尼亞足球運動員，肺結核。
- Wil Culmer，45歲，巴哈馬棒球運動員（克利夫蘭印第安人）。[65]
- 莫克塔尔·乌尔德·达达赫，78歲，茅利塔尼亞總統。[66]
- 派翠克·達爾澤爾-賈伯（Patrick Dalzel-Job），90歲，英國海軍情報官員和突擊隊員。[67]
- 本·梅特卡夫（Ben Metcalfe），83歲，綠色和平組織活動家和聯合創始人，心臟病發作。[68]
- 哈威爾·波塔萊斯（Javier Portales），66歲，阿根廷演員，心臟病發作。
- 米洛什·薩德洛（Miloš Sádlo），91歲，捷克大提琴家和音樂教師。[69]
- 克努德·萊夫·湯姆森（Knud Leif Thomsen），79歲，丹麥電影導演和編劇。[70]

### 15日
- 皮埃爾·查納爾（Pierre Chanal），56歲，埃及裔法國士兵，疑似連環殺手，自殺。
- 諾曼·埃爾德（Norman Elder），64歲，加拿大作家、藝術家和奧林匹克馬術運動員，自殺。[71]
- 安東寧·利斯卡（Antonín Liška），79歲，捷克天主教神學家。
- 本尼·萊維（Benny Lévy），58歲，埃及裔法國哲學家、政治活動家和作家。[72]

### 16日
- 洛林·鄧恩（Lorraine Dunn），61歲，巴拿馬奧運短跑運動員和跨欄運動員。[73]
- 唐·埃文斯（Don Evans），65歲，美國劇作家、戲劇導演和演員，心臟病發作。[74]
- James M. Hanley，83歲，美國商人和政治家。[75]
- 马克·汉纳（Mark Hanna），86歲，美國編劇和演員。[76]
- 斯圖·哈特（Stu Hart），88歲，加拿大職業摔跤手，中風。
- 拉斯洛·帕普，77歲，匈牙利拳擊手。[77]
- 伊格內修斯·傑羅姆·斯特雷克（Ignatius Jerome Strecker），85歲，羅馬天主教會的美國主教。
- 卡爾·厄巴諾（Carl Urbano），93歲，美國動畫師和導演。

### 17日
- 查理·賈斯蒂斯（Charlie Justice），79歲，美國橄欖球運動員（華盛頓紅人隊）。[78]
- 弗蘭克·奧弗林（Frank O'Flynn），84歲，紐西蘭政治家。
- 珍妮絲·魯爾（Janice Rule），72歲，美國女演員，腦溢血。[79]
- 安東尼奧·迪亞斯·特謝拉，73歲，葡萄牙足球運動員和經理。

### 18日
- 威廉·克萊默（William C. Cramer），81歲，美國律師和政治家，心臟病發作。[80]
- 魯道夫·弗洛德（Rodolfo Freude），83歲，阿根廷政治家，胡安·庇隆總統的親密顧問。
- 大衛·洛奇（David Lodge），82歲，英國演員，癌症。[81]
- 拉爾夫·莫菲特（Ralph Moffitt），71歲，英國高爾夫球手。
- 曼努埃尔·巴斯克斯·蒙塔尔万（Manuel Vázquez Montalbán），64歲，西班牙小說家（偵探卡瓦略傳奇），記者和詩人。[82]
- 普雷斯頓·史密斯，91歲，美國政治家（1969年至1973年擔任德克薩斯州第40任州長）。[83]

### 19日
- 海梅·阿連德，79歲，西班牙曲棍球運動員（1948年夏季奧運會曲棍球運動員）。[84]
- 彼得·伯傑爵士，78歲，英國海軍上將（紫水晶事件）。[85]
- Road Warrior Hawk，45歲，美國職業摔跤手，人稱“Road Warrior Hawk”，心臟病發作。
- 哈倫·本·伊德裡斯（Harun bin Idris），77歲，馬來西亞政治家，雪蘭莪州第八任州務大臣。
- Alija Izetbegović，78歲，波士尼亞和黑塞哥維那主席團主席，心血管疾病。
- 瑪格麗特·伊莉莎白·穆裡（Margaret Elizabeth Murie），101歲，美國博物學家、作家、冒險家和環保主義者。[86]
- 內洛·帕加尼（Nello Pagani），92歲，義大利大獎賽摩托車公路賽車手和一級方程式賽車手。
- 蓋伊·羅爾夫（Guy Rolfe），91歲，英國演員。
- 格奧爾基·弗拉基莫夫（Georgi Vladimov），72歲，蘇聯和烏克蘭持不同政見者作家。[87]

### 20日
- 弗朗齊謝克·巴爾文，88歲，捷克斯洛伐克越野滑雪運動員（奧運會滑雪：1948年50公里，1948年接力，1952年50公里）。[88]
- 厄尼·卡尔弗利（Ernie Calverley），79歲，美國籃球運動員（羅德島，普羅維登斯壓路機隊）和教練。[89]
- 傑克·埃拉姆（Jack Elam），84歲，美國演員，心臟病發作。[90]
- 唐纳德·杰克逊（Donald G. Jackson），60歲，美國電影製片人，白血病。
- 米奧德拉格·彼得羅維奇·奇卡利亞，79歲，塞爾維亞演員。

### 21日
- 弗雷德·貝瑞（Fred Berry），52歲，美國演員，中風。[91]
- 路易士·費雷（Luis A. Ferré），99歲，波多黎各實業家和政治家，呼吸衰竭。[92]
- 路易絲·戴·希克斯（Louise Day Hicks），87歲，美國政治家（波士頓市議會，馬薩諸塞州第9屆國會美國代表）。[93]
- 湯瑪斯·波斯皮查爾，67歲，捷克足球運動員。
- 阿爾弗雷德·羅斯（Alfred Rose），71歲，印度孔卡尼歌手、作曲家和演員。
- 埃利奧特·史密斯（Elliott Smith），34歲，美國音樂家，自殺。[94]
- 阿圖羅·沃曼（Arturo Warman），66歲，墨西哥人類學家、作家和政治家。

### 22日
- 迪·安德羅斯（Dee Andros），79歲，美式橄欖球運動員，教練（愛達荷大學，俄勒岡州立大學）和體育總監。[95]
- 羅恩·科利爾（Ron Collier），73歲，加拿大爵士長號手、作曲家和編曲家。[96]
- 威廉·梅耶（Willem Meijer），80歲，荷蘭植物學家和植物收藏家。[97]
- 菲力浦·拉格諾（Philippe Ragueneau），85歲，法國記者和作家。[98]
- 漢斯·拉斯（Hans Ras），77歲，荷蘭語言學家和爪哇語言文學教授。
- 托尼·雷納（Tony Renna），26歲，美國賽車手和印地賽車手，賽車事故。
- 米格爾·安赫爾·佈雷利·里瓦斯（Miguel Ángel Burelli Rivas），81歲，委內瑞拉外交官（駐美國大使，委內瑞拉外交部長），肺癌。[99]

### 23日
- 托尼·卡普斯蒂克（Tony Capstick），59歲，英國演員，喜劇演員，音樂家和廣播員，動脈瘤。
- 艾爾·科溫（Al Corwin），76歲，美國棒球運動員（紐約巨人隊）。[100]
- 弗拉斯塔·德佩特里索娃，82歲，捷克乒乓球運動員。
- 凱文·馬吉（Kevin Magee），44歲，美國籃球運動員，交通事故。[101]
- 宋美齡，105歲，中國政治人物，蔣介石主席的妻子。[102]
- Judah Segal，91歲，英國語言學家。[103]
- 吉村弘，63歲，日本音樂家和作曲家，皮膚癌。

### 24日
- 羅茜·尼克斯·亞當斯（Rosie Nix Adams），45歲，美國歌手和詞曲作者，瓊·卡特·卡什（June Carter Cash）的女兒，一氧化碳中毒。[104]
- 鮑勃·貝利（Bob Bailey），72歲，加拿大冰球運動員（多倫多楓葉隊、底特律紅翼隊、芝加哥黑鷹隊）。[105]
- 韦科·哈库利宁，78歲，芬蘭越野滑雪運動員，三屆奧運會和世界冠軍，交通事故。[106]
- 喬安娜·李（Joanna Lee），72歲，美國作家、製片人、導演和演員，骨癌。[107]
- Half aMill，30歲，美國說唱歌手，兇殺案。
- Carmen Pujals，87歲，阿根廷植物學家。

### 25日
- Hemu Adhikari，84歲，印度板球運動員。[108]
- Pandurang Shastri Athavale，83歲，印度哲學家和社會活動家。
- 諾琳·布蘭森（Noreen Branson），93歲，英國政治活動家和英國共產黨歷史學家。[109]
- 約翰·哈特·伊利（John Hart Ely），64歲，美國法律學者，癌症。[110]
- Behram Kurşunoğlu，81歲，土耳其物理學家，心臟病發作。[111]
- 理查·萊布勒（Richard Leibler），89歲，美國數學家和密碼分析師。
- 羅伯特·斯特拉斯堡，88歲，美國指揮家、作曲家和音樂學家。[112]
- 馬里奧·維塔萊（Mario Vitale），75歲，義大利電影演員。

### 26日
- 約翰尼·博伊德（Johnny Boyd），77歲，美國賽車手，1955年至1966年參加了12場印第安那波利斯500英里比賽。[113]
- 史蒂夫·迪特（Steve Death），54歲，英格蘭足球守門員，癌症。
- 列昂尼德·菲拉托夫（Leonid Filatov），56歲，蘇聯和俄羅斯演員，導演和詩人，肺炎。[114]
- 弗朗索瓦·蓋蘭（FrançoisGuérin），75歲，法國電影和電視演員。[115]
- 羅伊·哈特（Roy Harte），79歲，美國爵士鼓手和唱片製作人。
- 漢斯-約阿希姆·賈布斯（Hans-Joachim Jabs），85歲，二戰期間的德國空軍軍官。
- 埃萊姆·克里莫夫（Elem Klimov），70歲，蘇聯和俄羅斯電影導演，腦缺氧。[116]
- 羅伯托·加西亞·莫里略（Roberto García Morillo），92歲，阿根廷作曲家，音樂學家，音樂教授和音樂評論家。[117]
- Heinz Piontek，77歲，德國作家。[118]
- 尤爾根·西蒙（Jürgen Simon），65歲，德國自行車手。[119]
- Viguen，73歲，伊朗流行音樂歌手（“流行音樂蘇丹”）和演員，癌症。[120]

### 27日
- 约翰·威廉·阿特金森（John William Atkinson），79歲，美國心理學家。
- 漢克·比恩斯，87歲，荷蘭裔美國籃球運動員（普羅維登斯壓路機隊、費城勇士隊、波士頓塞爾特人隊）。[121]
- Manoj Khanderia，60歲，印度詩人和作家。
- 塔倫·庫瑪律（Tarun Kumar），72歲，印度演員。
- K. R. Malkani，81歲，印度記者、歷史學家和政治家。
- Rod Roddy，66歲，美國廣播電視播音員，癌症。
- 沃爾特·華盛頓（Walter Washington），88歲，美國公務員和政治家，哥倫比亞特區第一任市長，腎衰竭。[122]
- 弗雷德·惠廷厄姆（Fred Whittingham），64歲，美式橄欖球運動員（費城老鷹隊，新奧爾良聖徒隊），背部手術併發症。[123]

### 28日
- Jean Carbonnier，95歲，法國法學家。[124]
- 瑪麗·梅納德·達利（Marie Maynard Daly），82歲，美國生物化學家。
- 愛德華·哈特維格（Edward Hartwig），94歲，波蘭攝影師。[125]
- Nora Ney，81歲，巴西歌手，慢性阻塞性肺病。
- 瓊·佩魯喬（Joan Perucho），82歲，西班牙小說家、詩人、藝術評論家和法官。[126]
- 亞歷山大·賴切夫（Alexander Raichev），81歲，保加利亞作曲家。
- 奧利弗·塞恩（Oliver Sain），71歲，美國音樂家和唱片製作人，癌症。

### 29日
- 吉諾·阿瑪諾（Gino Armano），76歲，義大利足球運動員。[127]
- 哈爾·克萊門特（Hal Clement），81歲，美國作家，糖尿病。[128]
- 佛朗哥·科雷利（Franco Corelli），82歲，義大利男高音，心臟病發作。[129]
- Gerrie Deijkers，56歲，荷蘭足球運動員，心臟病發作。[130]
- 勞埃德·亞瑟·埃什巴赫（Lloyd Arthur Eshbach），93歲，美國科幻迷、出版商、作家和牧師。[131]
- A. Carl Helmholz，88歲，美國核物理學家。[132]
- 海梅·卡斯蒂略·貝拉斯科（Jaime Castillo Velasco），89歲，智利政治家，肺炎。

### 30日
- Lynn S. Beedle，85歲，美國結構工程師。[133]
- 卡爾·伯納（Carl Berner），90歲，丹麥賽艇運動員（1936年夏季奧運會男子雙人單槳有舵手，男子八人單槳有舵手）。[134]
- 佛朗哥·博尼索利，65歲，義大利歌劇男高音。[135]
- 羅恩·大衛斯（Ron Davies），57歲，美國詞曲作者和音樂家，心臟病發作。[136]
- Abel Ehrlich，88歲，以色列作曲家。[137]
- 艾丁·古塞諾夫（Aidyn Guseinov），47歲，亞塞拜然國際象棋選手。
- Subhadra Joshi，84歲，印度自由活動家和政治家。
- 伯耶·莱安德，85歲，瑞典足球運動員。[138]
- 史蒂夫·奧羅克（Steve O'Rourke），63歲，英國音樂經理和賽車手，中風。
- 理查·泰勒（Richard Taylor），83歲，美國哲學家。[139]

### 31日
- 羅伯特·蓋內特（Robert Guenette），68歲，美國編劇、電影/電視製片人和導演，腦瘤。[140]
- Semmangudi Srinivasa Iyer，95歲，印度卡納蒂克音樂家。[141]
- 何塞·容科薩（José Juncosa），81歲，西班牙足球運動員和經理。
- 安東尼奧·麥地那（Antonio Medina），84歲，西班牙國際象棋大師。[142]
- 理查·諾伊施塔特（Richard Neustadt），84歲，美國學者，多位總統的顧問。[143]
- 卡雷尔·保卢斯，70歲，捷克排球運動員。[144]
- Yechiel Shemi，以色列雕塑家。[145]
- Lindsay Weir，95歲，紐西蘭板球運動員。[146]